# Arcade, Treviso
Arcade, Treviso là một đô thị (comune) thuộc tỉnh Treviso, vùng Veneto, Ý.